# 内海郵便局 (香川県)
内海郵便局（うちのみゆうびんきょく）は、香川県小豆郡小豆島町にある郵便局。民営化前の分類では集配特定郵便局であった。

## 概要
住所：〒761-4499 香川県小豆郡小豆島町安田字新開甲262番地3

## 沿革
- 1874年（明治7年）1月20日 - 草加部（くさかべ）郵便取扱所として開設[1]。
- 1875年（明治8年）1月1日 - 草加部郵便局（五等）となる。
- 1880年（明治13年）11月 - 安田（やすだ）郵便局に改称。
- 1881年（明治14年） - 下村（しもむら）郵便局に改称。
- 1882年（明治15年） - 再び、安田郵便局に改称。
- 1885年（明治18年）5月25日 - 貯金取扱を開始。
- 1891年（明治24年）2月16日 - 為替取扱を開始。
- 1901年（明治34年）3月1日 - 安田郵便電信局となる。
- 1903年（明治36年）4月1日 - 通信官署官制の施行に伴い安田郵便局となる。
- 1951年（昭和26年）4月1日 - 電気通信業務を、新設の内海電報電話局に移管[2]。
- 1951年（昭和26年）8月1日 - 内海郵便局に改称[3]。
- 1956年（昭和31年）10月1日 - 電話通話および和文電報受付事務の取扱を開始。
- 1983年（昭和58年）2月21日 - 福田郵便局から集配業務の一部[4]を移管。
- 1983年（昭和58年）9月 - 局舎新築。
- 2007年（平成19年）10月1日 - 民営化に伴い、併設された郵便事業土庄支店内海集配センターに一部業務を移管。
- 2012年（平成24年）10月1日 - 日本郵便株式会社発足に伴い、郵便事業土庄支店内海集配センターを内海郵便局に統合。
- 2021年（令和3年）2月22日 - 池田郵便局から集配業務を移管。

## 取扱内容
- 郵便、印紙、ゆうパック、内容証明
- 貯金、為替、振替、振込、国際送金、国債
- 生命保険、バイク自賠責保険
- ゆうちょ銀行ATM（管轄はゆうちょ銀行松山支店）
- 小豆郡小豆島町内（中山の一部を除く）の集配業務

## 周辺
- 小豆島町役場内海庁舎（旧・内海町役場）
- 小豆島町立内海中学校
- 国道436号
- 木庄川
- 安田大川

## アクセス
- 内海フェリー 草壁港から西へ約1.2km（徒歩約20分）
- 小豆島オリーブバス 内海診療所前停留所下車
- 駐車場あり：6台